# 안양체육관
안양 정관장 아레나(Anyang Jung Kwan Jang Arena, 安養體育館)은 경기도 안양시 동안구 평촌대로 389 안양종합운동장 내에 위치한 체육관이다. 연면적 15,300m2이며, 7,000여석을 수용할 수 있는 관람석을 보유하고 있다. 지하2층 ~ 지상4층 규모이며, KBL 안양 정관장 레드부스터스의 홈경기장으로 쓰이고 있다.
2024년 3월부터는 안양 정관장 아레나라는 명칭으로 병행 표기하기로 결정했다. 국제경기가 열리면 그대로 안양실내체육관이라는 명칭을 쓰게 된다. 